# 1676
1676 (MDCLXXVI) var ett skottår som började en onsdag i den gregorianska kalendern och ett skottår som började en lördag i den julianska kalendern.

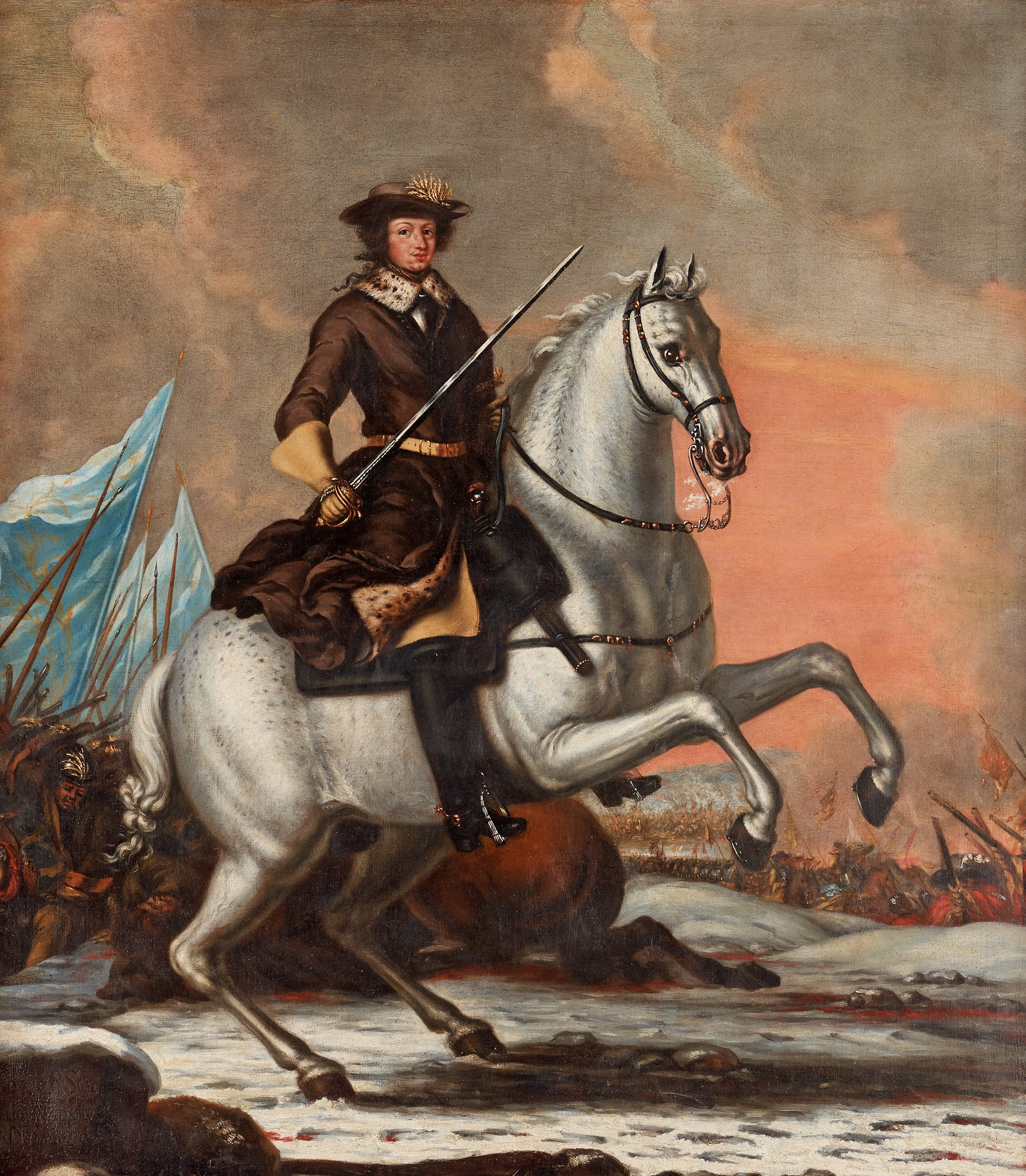
Karl XI (1655-1697) i slaget vid Lund den 4 december 1676.

## Händelser

### Mars
- 23 mars – Den danske amiralen Niels Juel får kunglig befallning att ta befäl över danska flottan.

### April
- 1 april – Danska flottan löper ut från Köpenhamn.
- April – En dansk här landstiger vid Klintehamn på Gotland.

### Maj
- 1 maj – Danmark ockuperar Gotland.[1]
- 4 maj – På grund av hårt väder tvingas den danska flottan vid Visby söka skydd under Karlsöarna.
- 14 maj – Danska flottan får förstärkning av holländska skepp.
- 16 maj – Danska flottan lättar ankar från positionen vid Gotland och seglar mot Bornholm.
- 25 maj – De svenska och dansk-holländska flottorna träffas utanför Bornholm, men sjöslaget dröjer till 1 juni.

### Juni
- 1 juni – Den svenska flottan besegras av den danska i sjöslaget vid Ölands södra udde varvid det svenska flaggskeppet Kronan, bestyckat med 126 kanoner, exploderar och förliser.[2]
- 5 juni – Regalskeppet Riksäpplet förliser under en storm utanför Dalarö.
- 29 juni – Danskarna landstiger i vid Råå i Skåne.
- Juni – Vänersborg och Strömstad bränns ner under Gyldenlövefejden.[3]

### Juli
- 4 juli – Helsingborgs slott kapitulerar för danskarna.
- 24 juli – Den svenska krigskassan erövras av danskarna i den så kallade Loshultskuppen.

### Augusti
- 3 augusti – Efter en belägring kapitulerar Landskrona för danskarna under Christian V:s ledning.
- 5 augusti – Malin Matsdotter bränns på bål.
- 6 augusti – Christian V sänder generalmajor Duncan med 3000 man från Landskrona till Halmstad. Samtidigt tågar kungen med resten av hären mot Kristianstad.
- 15 augusti – Den danska här som belägrat Kristianstad stormar och intar staden. Christian V tillåter tre timmars plundring.
- 17 augusti – Svenska armén på 10.000 man under kung Karl XI besegrar en del av danska armén på 3000 man under generalmajor Jakob Duncan i slaget vid Halmstad vilket blir en Karl XI första seger i kriget.

### September
- 21 september – Sedan Clemens X har avlidit den 22 april väljs Benedetto Odescalchi till påve och tar namnet Innocentius XI.[4]

### Oktober
- 21 oktober – Karl XI generalmönstrar sin förstärkta armé i Hamneda kyrkby i Småland för att sedan föra den ner i Skåne.
- 30 oktober – Karl XI låter sin armé plundra Helsingborg.

### December
- 4 december – Svenskarna under Karl XI besegrar danskarna under Kristian V i det blodiga slaget vid Lund.[5]
- 4 december – Riksdagen upplöses.
- December – Helsingborgs slott återtas av svenskarna.

### Okänt datum
- Den svenske riksmarsken Carl Gustaf Wrangel dör varvid riksmarskämbetet avskaffas.
- Den svenske riksamiralen Gustav Otto Stenbock får skulden för flottans misslyckanden och avsätts därför från sitt ämbete. Han döms att betala kostnaden för flottans utrustning, 210.000 daler silvermynt, vilket senare nedsätts till hälften.
- Karlshamn och Kristianopel intas av dansk-nederländska flottan.
- Danskarna börjar organisera frivilligkompanier i de skånska skogarna. Äventyrslystna och fattiga ansluter sig till vad som kommer att kallas Snapphanerörelsen.
- Ridande postbud införs i Sverige varvid tiden för att skicka ett brev från Stockholm till Helsingör pressas ner till fem dygn.
- I en åker utanför Linköping hittar man en rad silverföremål, som tillhört stadens domkyrka under medeltiden.

## Födda
- 3 januari – Johannes Steuchius, svensk ärkebiskop 1730–1742.
- 18 april – Fredrik I, svensk prinsgemål 1718–1720 (gift med Ulrika Eleonora) och kung av Sverige 1720–1751.
- 27 maj – Maria Clara Eimmart, tysk astronom.
- 3 juli – Leopold I av Anhalt-Dessau, preussisk fältmarskalk.

## Avlidna
- 2 januari – Wilhelm Böös Drakenhielm, svensk generaltullmästare.
- 14 februari – Abraham Bosse, fransk tecknare och grafiker.
- 7 juni – Paul Gerhardt, tysk präst och psalmdiktare.
- 13 juni – Henrietta Adelaide av Savojen, politiskt aktiv kurfurstinna av Bayern.
- 25 juni – Carl Gustaf Wrangel, svensk greve, fältmarskalk, riksråd och generalguvernör, riksamiral 1657–1664 och riksmarsk sedan 1664.
- 22 juli – Clemens X, född Emilio Altieri, påve sedan 1670.
- 17 augusti – Hans Jakob Christoffel von Grimmelshausen, tysk författare.
- 31 augusti – Laurentius Stigzelius, teolog, svensk ärkebiskop sedan 1670.

### Fotnoter
1. ↑  ”World Statesmen (läst 3 april 2011)”. http://www.worldstatesmen.org/Sweden.html.
2. ↑  ”Det hände i dag”. http://webnews.textalk.com/se/calendar.php?id=9747&type=month&ds=20100601&list=true.
3. ↑  ”Värmlands brandhistoriska klubb”. Arkiverad från originalet den 12 oktober 2011. https://www.webcitation.org/62NB7kO36?url=http://www.brandhistoriska.org/olyckor_se.html. Läst 25 mars 2011.
4. ↑  ”Roman Catholic Church” (på engelska). World Statesmen. http://www.worldstatesmen.org/Catholic.html. Läst 23 november 2012.
5. ↑  ”Det hände i dag – 4 december”. http://webnews.textalk.com/se/calendar.php?id=9747&type=month&ds=20101204&list=true.